# Strengleikar
Strengleikar (o instrumentos de cuerda) es un compendio de 21 relatos en prosa, escritos en nórdico antiguo, basados en la obra Lais de María de Francia de Marie de France. Es una de las más notables sagas caballerescas, uno de los trabajos literarios encargados por Haakon IV de Noruega hacia mediados del siglo XIII para la corte noble y cuya autoría se ha atribuido al Hermano Roberto. En el prólogo de la obra se cita expresamente que la primera copia se compuso hacia 1270. Aunque la autoría es anónima, hay fuentes que atribuyen la obra completa al Hermano Roberto, un clérigo que ya había adaptado al nórdico antiguo varios trabajos del francés, pero no se excluye que también sea un conjunto de trabajos de distintos autores. El hecho de que sólo estos textos se conservan en un manuscrito noruego (en lugar de una copia de Islandia), escritos sólo un par de décadas después de su supuesta traducción, ha otorgado a Strengleikar una importancia extraordinaria.

## Contenido
- Forræða (prólogo)
- Bisclaretz ljóð (Bisclavret)
- Chetovel (Chaitivel)
- Desire (Desiré)
- Douns ljóð (Doon)
- Eskja (Le Fresne (lai))
- Equitan (Equitan)
- Geitarlauf (Chevrefoil)
- Grelent (Graelent)
- Guiamars ljóð (Guigemar)
- Guruns ljóð (fuente desconocida)
- Januals ljóð (Lanval)
- Jonet (Yonec)
- Laustik (Laüstic)
- Leikara ljóð (Lecheor)
- Milun (Milun)
- Naboreis (Nabaret)
- Ricar hinn gamli (fuente desconocida)
- Strandar ljóð (fuente desconocida)
- Tidorel (Tydorel)
- Tveggja elskanda ljóð (Les Deux Amants)
- Tveggia elskanda strengleikr (fuente desconocida)

## Manuscritos
- De la Gardie, 4-7, f. 17va-43vb (Biblioteca de la Universidad de Upsala). Se considera el manuscrito principal donde se ha conservado la totalidad de la obra. Fechada aproximadamente entre 1250 y 1270.
- AM 666 b 4.o, ff. 1r-4v (Den Arnamagnæanske samling, Kongelige biblioteket, Copenhague). Fechado hacia 1270.
- Lbs 840 4.o, f. 292r-299v (Landsbókasafn Íslands, Reykjavik). Fechado hacia 1737.